# Blåskinn
Blåskinn (Terana caerulea) är en svamp som hör till de basidiesvampar som kallas skinnsvampar. Svampen är en saprofyt och växer på döda stammar och grenar av lövträd, däribland ask. 

## Beskrivning
Blåskinn har då det är en skinnsvamp en fruktkropp som är tätt tryckt och utbredd över underlaget den växer på, lik ett skinn. Fruktkroppen är blå i färgen och blir 3–7 centimeter stor. Skinnsvampen kan ses under hösten. Den blå färgen blir blekare vid torka och intensivare vid fuktigare förhållanden.
Artens sporer har en storlek på 9 x 5 µm och är ellipsoida till formen.

## Förekomst
Blåskinn är sällsynt. I Europa förekommer arten främst i kalkrika trakter i de södra och mellersta delarna. I Norden har den påträffats i västra Norge.